# Gabriel-Léopold Glück
Gabriel-Léopold Glück, francoski general, * 1878, † 1948.